# Sorbiers (Loire)
Sorbiers is een gemeente in het Franse departement Loire (regio Auvergne-Rhône-Alpes). De plaats maakt deel uit van het arrondissement Saint-Étienne. Sorbiers telde op 1 januari 2022 8.071 inwoners.

## Geografie
De oppervlakte van Sorbiers bedroeg op 1 januari 2022 12,19 vierkante kilometer; de bevolkingsdichtheid was toen 662,1 inwoners per km².

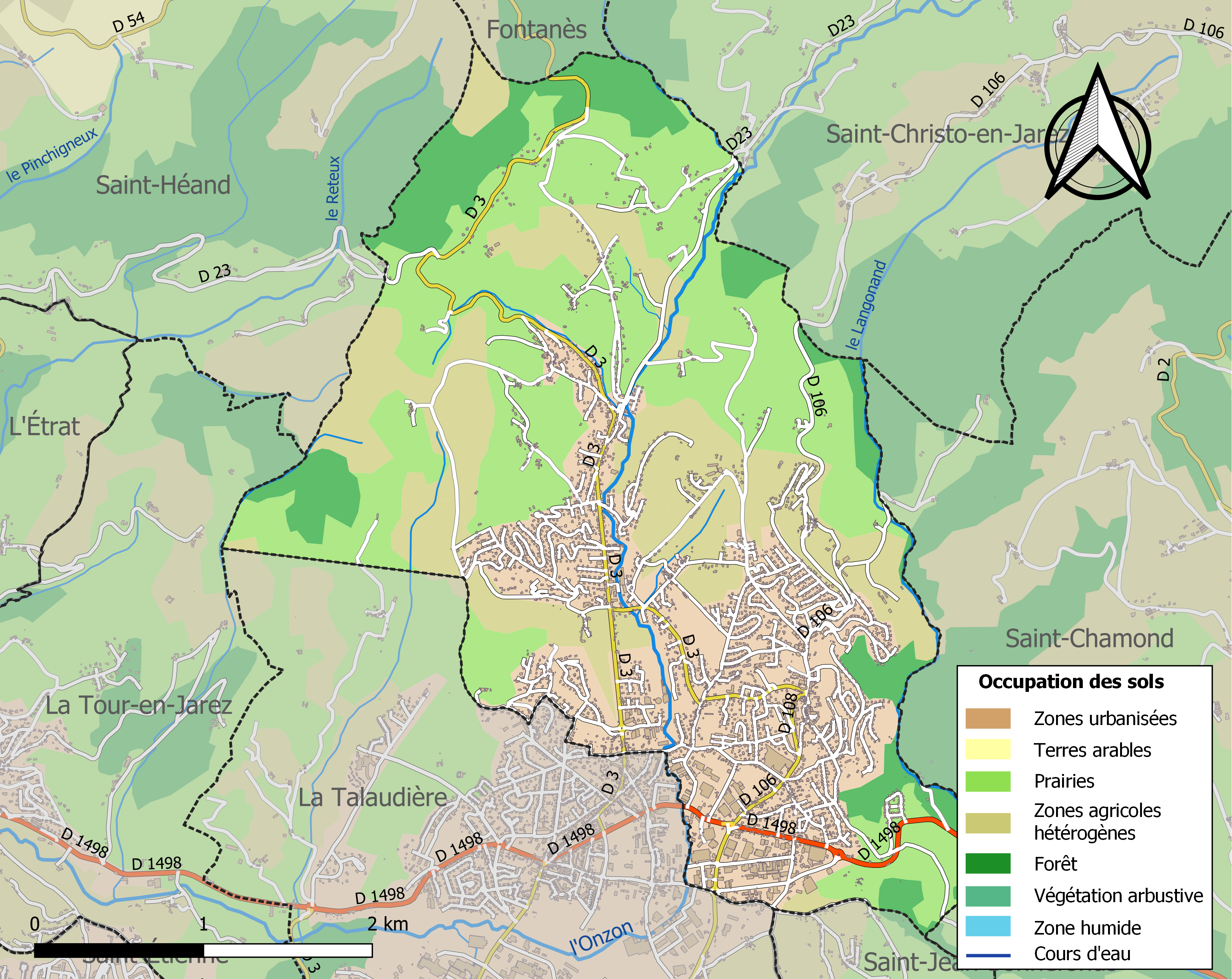
Kaart van de gemeente met de belangrijkste infrastructuur, bodemgebruik en omliggende gemeenten

## Demografie
Onderstaande figuur toont het verloop van het inwonertal (bron: INSEE-tellingen).